# Night of the Living Dead (Jackyl)
Night Of The Living Dead è un live album dei Jackyl pubblicato nel 1996 per la Mayhem Records.

## Tracce
1. Intro
2. Push Comes to Shove (Dupree)
3. Mental Masturbation (Dupree)
4. I Stand Alone (Dupree)
5. Rock-A-Ho (Dupree, Worley, Worley)
6. Deeper in Darkness (Dupree)
7. Down on Me (Dupree)
8. Dirty Little Mind (Dupree)
9. Redneck Punk (Honeycutt, Worley)
10. The Lumberjack (Dupree)

## Credits
- Jesse James Dupree – vocals, chainsaw
- Jimmy Stiff – lead guitar
- Jeff Worley – rhythm guitar
- Thomas Bettini – bass
- Chris Worley – drums